# Diploporita
Classe
Les Diploporita sont une classe fossile d'échinodermes ayant vécu à l'Ordovicien.

## Description
Les Diploporita constituent une classe éteinte de blastozoaires identifiés par une structure respiratoire spécialisée, appelée diplopores. Les diplopores sont un système de pore double situé dans une dépression sur une seule plaque thécale (corps) ; chaque plaque peut contenir de nombreuses paires de diplopores.
Les diploporiens représentent probablement un groupe polyphylétique. La preuve de cette affirmation réside dans la grande diversité morphologique des plans corporels des diploporiens : il existe des différences majeures dans la composition de la structure d'attache (par exemple, tige ou crampon), dans la composition des rainures d'alimentation, et même des différences majeures dans la construction des structures respiratoires des diplopores qui définissent le groupe. La seule analyse phylogénétique des diploporiens à ce jour indique que les diploporiens ne constituent pas un groupe évolutif naturel. Il s'agit plutôt d'un groupe artificiel basé sur la présence de diplopores, qui ont évolué plusieurs fois dans l'arbre évolutif des échinodermes blastozoaires.

## Registre fossile
Le registre stratigraphique de ce groupe semble relever de l'Ordovicien. 

## Taxonomie
Le nom valide complet (avec auteur) de ce taxon est Diploporita Müller, 1854.
Trois groupes morphologiques ont été proposés[réf. nécessaire] : 
- Asteroblastida
- Glyptosphaeritida
- Sphaeronitida

## Liste des ordres
Selon The Taxonomicon (4 janvier 2024) :
- † Diploporida
- † Glyptospaeritida
- † Protocrinitida
- † Asteroblastida
- † Aristocystitida
- ordre incertae sedis
  - genre † Eumorphocystis Branson & Peck, 1940
  - genre † Holocystites Hall, 1865
  - genre † Mesocystis Bather, 1898

## Publication originale
- (de) J. Müller, « Über Den Bau Der Echinodermen », Königliche Preussische Akademie der Wissenschaft, Abhandlungen, vol. 1853,‎ 1854, p. 125-220.